# Heidbergwarte

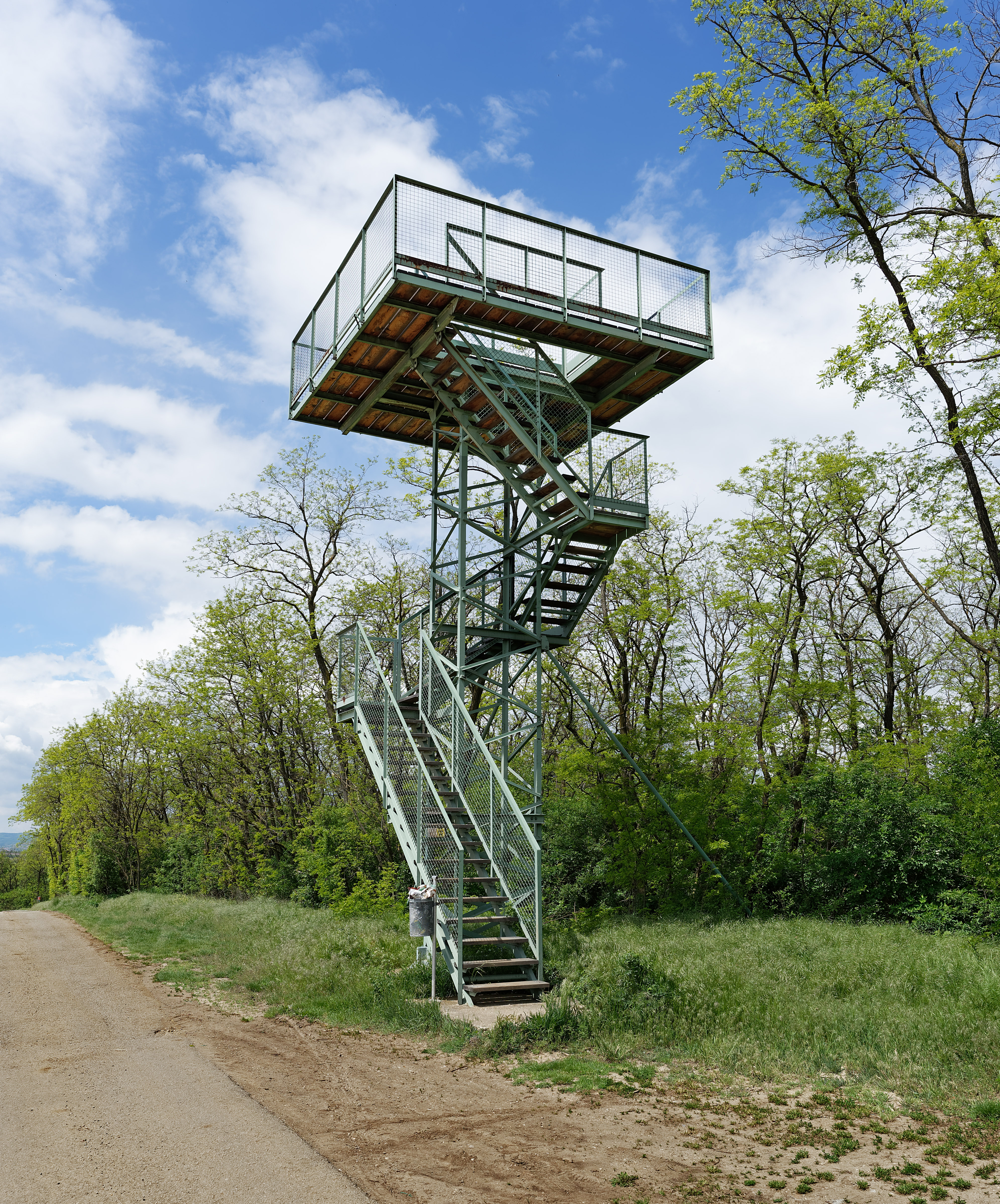
Heidbergwarte

Die Heidbergwarte ist eine Aussichtswarte nahe der tschechischen Grenze bei Alberndorf im Pulkautal in Niederösterreich.
Vom Heidberg 305 m ü. A. überblickt man bei guter Fernsicht weite Teile Südmährens und Niederösterreichs vom Wechsel bis zum Hochschwab. Die Warte wurde im Jahre 1998 errichtet.